# Abraham Bäck
Pour les articles homonymes, voir Bäck.
Ne doit pas être confondu avec Abraham Back.
Abraham Bäck, né en octobre 1713 à Söderhamn et mort le 15 mars 1795 à Stockholm, est un médecin royal et un archiviste suédois.

## Biographie
Abraham Bäck est le fils de Karl Olsson Bäck, un marchand de la ville de Söderhamn, et de Margareta Broo. Le père, né à Umeå, est mort en 1720 et les guerres avec la Russie laissent la famille sans ressources. Bäck est alors pris en charge par son oncle, le magistrat Anders Abrahamsson Broo. Le fait que sa mère se soit remariée avec un riche bourgeois de Hedenberg l'aide également.
En 1730, Bäck devient étudiant à l'université d'Uppsala, où il est l'élève de Carl von Linné (1707-1778) et bientôt l'un des plus ardents disciples de Nils Rosén von Rosenstein (1706-1773) en médecine. En 1740, il obtient un doctorat en médecine. De 1740 à 1745, il étudie la médecine à Leyde, Londres, Paris et Berlin, et à son retour, il devient membre du Collegium medicum. En 1742, il est élu membre numéro 73 de l'Académie royale des sciences et en est le président à trois reprises, la première fois en 1746. En 1749, il est nommé médecin de Frédéric Ier et occupe ensuite la même fonction auprès d'Adolphe-Frédéric et de la reine consort de Gustave III, Sophie-Madeleine. En 1752, il devient archiviste et président du Collegium medicum, ainsi que médecin à l'hôpital Seraphimera, dont l'existence est principalement due à l'engagement de Bäck et Olof af Acrel. Bäck est également membre de la Commission de la santé de 1753 à 1766, date à laquelle elle est supprimée et essentiellement absorbée par le Collegium medicum.
Bäck est un très bon ami de Linné, qui donne son nom à un genre de myrtes, Baeckea. À Söderhamn, la ville où Bäck est né, il existe aujourd'hui une rue appelée Abraham Bäckgatan.

## Famille
Bäck épouse Anna Charlotta Adlerberg (1736-1767). Le couple a sept enfants, dont une fille leur a survécu, Emerentia Maria Bäck, mariée plus tard à un membre de la famille Ihre. 